# Marie Tereza Bourbonská (1726–1746)
Marie Tereza Bourbonská (María Teresa Antonia Rafaela; 11. června 1726, Madrid – 22. července 1746, Versailles) byla španělskou infantkou a sňatkem s Ludvíkem Ferdinandem Bourbonským dauphine Francie.

## Španělská infantka
Narodila se v Královském paláci ve španělském Madridu jako dcera Filipa V. a jeho druhé manželky Alžběty Parmské. Pokřtěna byla Královská Výsost španělská infantka jako María Teresa Antonia Rafaela. Známa byla jako Marie Tereza Rafaela a někdy jen jako Marie Tereza.
Před její svatbou byly vztahy mezi španělským a francouzským dvorem špatné: Španělé byli Francouzi uraženi za zrušení zasnoubení Ludvíka XV. s Marianou Viktorií Španělskou, starší sestrou Marie Terezy, v roce 1725. Ludvík XV. se namísto toho oženil s Marií Leszczyńskou. Sňatek Marie Terezy a dauphina byl oznámen v srpnu 1739, po svatbě Luisy Alžběty Francouzské (sestra dauphina) a Filipa Parmského (bratr Marie Terezy). Vlivem její matky Alžběty Parmské bylo rozhodnuto, že Marie Tereza neodjede do Francie, dokud nebude starší.

## Dauphine Francie
Infantka se za dauphina provdala 18. prosince 1744 v zastoupení v Madridu a v lednu 1745 opustila Španělsko. 21. února 1745 dorazila do Versailles. Oficiální sňatek se konal v paláci Versailles 23. února 1745 v provedení kardinála de Rohan. Ve Francii byla známá jako Marie Thérèse Raphaëlle d'Espagne nebo de Bourbon. Manželství bylo plánováno, aby zlepšilo vztahy mezi bratraneckými dvory Francie a Španělska; jako dítě byl Ludvík XV. zasnouben s Marianou Viktorií Španělskou, starší dcerou Filipa V. Zasnoubení bylo zrušeno a vztahy mezi bratranci ochladly. Tento poslední sňatek měl tedy zlepšit vztahy mezi oběma králi. Nová Madame la Dauphine byla po královně Marii nejvýše postavenou ženou v království. Byla první dauphine od roku 1712, kdy zemřela Marie Adelaide Savojská.
Manželství nezačalo dobře, konzumováno první noc nebylo. Byla to ostuda hlavně pro mladou dauphine, jejíž postavení u dvora se oslabilo. Navzdory tomu měla dobrý vztah s králem a královnou a její manžel se do ní rychle zamiloval. Ačkoli byla dauphine popisována jako krásná, důstojná, zbožná a vzdělaná, negativní poznámky se dělaly na její rudé vlasy. Její přirozená plachost ji izolovala ode dvora a Marie Tereza byla navíc otevřeně proti králově vztahu s Madame Pompadour. Manželství s dauphinem bylo nakonec konzumováno v září 1745, což ukončilo dvorské klepy. Pár si byl velmi blízký a oddaný a většinu času trávil spolu. 19. července 1746 Marie Tereza porodila ve Versailles dceru. 22. července Marie Tereza zemřela, k dauphinově obrovskému smutku, který přetrval až do jeho druhého manželství. Ludvík XV. musel syna odtáhnout od smrtelného lože jeho manželky. Novorozeně bylo pokřtěno jako Marie Thérèse a obdrželo titul Madame Royale, zemřelo však již v dubnu 1748.
Marie Tereza byla pohřbena 6. srpna 1746 v bazilice Saint-Denis. Po její smrti její nevlastní bratr Ferdinand VI. Španělský navrhl, aby se dauphin oženil s její sestrou Marií Antonií, to však Ludvík XV. odmítl. Dauphin se nakonec podruhé oženil s Marií Josefou Saskou, dcerou Augusta III. Polského a Marie Josefy Habsburské. Než dauphin v roce 1765 zemřel, požádal, aby bylo jeho srdce uloženo vedle hrobu Marie Terezy.

## Potomci
1. Marie Tereza Francouzská (19. července 1746 – 27. dubna 1748)

## Vývod z předků
|                         |                                      |  |                    |                                |  |  |  |  |  |  |  | Ludvík XIII. |
|                         |                                      |  |                    |                                |  |  |  |  |  |  |  |              |
|                         | Ludvík XIV.                          |  |                    |                                |  |  |  |  |  |  |  |              |
|                         |                                      |  |                    |                                |  |  |  |  |  |  |  |              |
|                         |                                      |  |                    | Anna Rakouská                  |  |  |  |  |  |  |  |              |
|                         |                                      |  |                    |                                |  |  |  |  |  |  |  |              |
|                         | Ludvík Francouzský                   |  |                    |                                |  |  |  |  |  |  |  |              |
|                         |                                      |  |                    |                                |  |  |  |  |  |  |  |              |
|                         |                                      |  |                    | Filip IV. Španělský            |  |  |  |  |  |  |  |              |
|                         |                                      |  |                    |                                |  |  |  |  |  |  |  |              |
|                         | Marie Tereza Habsburská              |  |                    |                                |  |  |  |  |  |  |  |              |
|                         |                                      |  |                    |                                |  |  |  |  |  |  |  |              |
|                         |                                      |  |                    | Izabela Bourbonská             |  |  |  |  |  |  |  |              |
|                         |                                      |  |                    |                                |  |  |  |  |  |  |  |              |
|                         | Filip V. Španělský                   |  |                    |                                |  |  |  |  |  |  |  |              |
|                         |                                      |  |                    |                                |  |  |  |  |  |  |  |              |
|                         |                                      |  |                    | Maxmilián I. Bavorský          |  |  |  |  |  |  |  |              |
|                         |                                      |  |                    |                                |  |  |  |  |  |  |  |              |
|                         | Ferdinand Maria Bavorský             |  |                    |                                |  |  |  |  |  |  |  |              |
|                         |                                      |  |                    |                                |  |  |  |  |  |  |  |              |
|                         |                                      |  |                    | Marie Anna Habsburská          |  |  |  |  |  |  |  |              |
|                         |                                      |  |                    |                                |  |  |  |  |  |  |  |              |
|                         | Marie Anna Bavorská                  |  |                    |                                |  |  |  |  |  |  |  |              |
|                         |                                      |  |                    |                                |  |  |  |  |  |  |  |              |
|                         |                                      |  |                    | Viktor Amadeus I.              |  |  |  |  |  |  |  |              |
|                         |                                      |  |                    |                                |  |  |  |  |  |  |  |              |
|                         | Jindřiška Adéla Marie Savojská       |  |                    |                                |  |  |  |  |  |  |  |              |
|                         |                                      |  |                    |                                |  |  |  |  |  |  |  |              |
|                         |                                      |  |                    | Kristina Bourbonská            |  |  |  |  |  |  |  |              |
|                         |                                      |  |                    |                                |  |  |  |  |  |  |  |              |
| Marie Tereza Bourbonská |                                      |  |                    |                                |  |  |  |  |  |  |  |              |
|                         |                                      |  |                    |                                |  |  |  |  |  |  |  |              |
|                         |                                      |  | Odoardo I. Farnese |                                |  |  |  |  |  |  |  |              |
|                         |                                      |  |                    |                                |  |  |  |  |  |  |  |              |
|                         | Ranuccio II. Farnese                 |  |                    |                                |  |  |  |  |  |  |  |              |
|                         |                                      |  |                    |                                |  |  |  |  |  |  |  |              |
|                         |                                      |  |                    | Markéta Medicejská             |  |  |  |  |  |  |  |              |
|                         |                                      |  |                    |                                |  |  |  |  |  |  |  |              |
|                         | Eduard Parmský                       |  |                    |                                |  |  |  |  |  |  |  |              |
|                         |                                      |  |                    |                                |  |  |  |  |  |  |  |              |
|                         |                                      |  |                    | František I. d'Este            |  |  |  |  |  |  |  |              |
|                         |                                      |  |                    |                                |  |  |  |  |  |  |  |              |
|                         | Isabela d'Este                       |  |                    |                                |  |  |  |  |  |  |  |              |
|                         |                                      |  |                    |                                |  |  |  |  |  |  |  |              |
|                         |                                      |  |                    | Marie Kateřina Farnese         |  |  |  |  |  |  |  |              |
|                         |                                      |  |                    |                                |  |  |  |  |  |  |  |              |
|                         | Alžběta Parmská                      |  |                    |                                |  |  |  |  |  |  |  |              |
|                         |                                      |  |                    |                                |  |  |  |  |  |  |  |              |
|                         |                                      |  |                    | Wolfgang Vilém Neuburský       |  |  |  |  |  |  |  |              |
|                         |                                      |  |                    |                                |  |  |  |  |  |  |  |              |
|                         | Filip Vilém Falcký                   |  |                    |                                |  |  |  |  |  |  |  |              |
|                         |                                      |  |                    |                                |  |  |  |  |  |  |  |              |
|                         |                                      |  |                    | Magdalena Bavorská             |  |  |  |  |  |  |  |              |
|                         |                                      |  |                    |                                |  |  |  |  |  |  |  |              |
|                         | Dorotea Žofie Falcko-Neuburská       |  |                    |                                |  |  |  |  |  |  |  |              |
|                         |                                      |  |                    |                                |  |  |  |  |  |  |  |              |
|                         |                                      |  |                    | Jiří II. Hesensko-Darmstadtský |  |  |  |  |  |  |  |              |
|                         |                                      |  |                    |                                |  |  |  |  |  |  |  |              |
|                         | Alžběta Amálie Hesensko-Darmstadtská |  |                    |                                |  |  |  |  |  |  |  |              |
|                         |                                      |  |                    |                                |  |  |  |  |  |  |  |              |
|                         |                                      |  |                    | Žofie Eleonora Saská           |  |  |  |  |  |  |  |              |
|                         |                                      |  |                    |                                |  |  |  |  |  |  |  |              |